# Kanton Nancy-3
Der Kanton Nancy-3 ist seit 2015 ein französischer Wahlkreis im Arrondissement Nancy, im Département Meurthe-et-Moselle und in der Region Grand Est (bis 2015 Lothringen).

## Geschichte
Der Kanton entstand bei der Neueinteilung der französischen Kantone im Jahr 2015 aus Teilen von Kantonen im Raum Nancy.

## Gemeinden
Der Kanton Nancy-3 umfasst den Südwesten, Süden, Südosten und Osten der Stadt Nancy.

## Politik
Im 1. Wahlgang am 22. März 2015 erreichte keines der sechs Wahlpaare die absolute Mehrheit. Bei der Stichwahl am 29. März 2015 gewann das Gespann Nicole Creusot/Frédéric Maguin (beide UG) gegen Patrick Baudot/Valérie Jurin (beide Union du Centre) mit einem Stimmenanteil von 50,81 % (Wahlbeteiligung: 44,47 %).
| Vertreter im conseil général des Départements | Vertreter im conseil général des Départements | Vertreter im conseil général des Départements |
| Amtszeit                                      | Name                                          | Partei                                        |
| --------------------------------------------- | --------------------------------------------- | --------------------------------------------- |
| 2015–                                         | Nicole Creusot Frédéric Maguin                | Union de la Gauche                            |